# Joan-Pere Pujol
Joan-Pere Pujol (Perpinyà, 4 de juny del 1946) és un ex-polític, promotor cultural i escriptor nord-català, i un dels fundadors del catalanisme polític a la Catalunya del Nord.
Ha exercit la funció de secretari d'ajuntament a Perpinyà i a Vilallonga de la Salanca. Actualment retirat, està domiciliat a Sant Genís de Fontanes (Rosselló).
El 1967, va ser un dels fundadors del Grup Cultural de la Joventut Catalana. El 1970 va constituir amb en Miquel Mayol i d'altres, el Comitat Rossellonès d'Estudis i d'Animació (CREA), que es va convertir després en l'Esquerra Catalana dels Treballadors (ECT), primera expressió política moderna de l'esquerra catalanista a la Catalunya del Nord. Va col·laborar sota el pseudònim de Joan-Lluc Vilarnau a La Falç, publicació que exercí un paper important dins del catalanisme nord-català d'esquerres entre 1970 i 1981. El 2000, va fundar el Cercle Alfons Mias. Des d'aquesta època presideix l'associació que edita llibres en català o en francès sobre els Països Catalans o sobre la qüestió nacional. Avui dia, Joan-Pere Pujol és potser el personatge més representatiu del nacionalisme ortodox a la Catalunya del Nord (Macià, Cardona, Batista i Roca...).

## Obra

### Assaigs
- Mémento des sciences traditionnelles, Édiru, Mennecy, 1992.

Una obra única, compilació dels diferents sistemes que la Tradició ha perpetuat, tals l'astrologia, la numerologia, el tarot, la Càbala, l'alquímia, la radioestèsia, els arts endevinatoris així com d'altres branques del Coneixement ben menys conegudes. Cada tema implica una descripció aprofundida i de qualitat.
- El crepuscle de la francofonia, Salvaterra, Perpinyà, 1996.
- Sade, una lucidesa política, Salvaterra, Perpinyà, 1996.
- Daniel Cardona i Nosaltres Sols!, Salvaterra, Perpinyà, 1998. Reedició, Cercle Alfons Mias, 2003.
- Impostura jacobina, deliris totalitaris... Salvaterra, Perpinyà, 1999.
- La maladie de la France folle (le lobby contre les langues minorisées), Cercle Llibertat, Perpinyà, 2000.
- Una infàmia hispanofrancesa: la «corrida», Cercle Alfons Mias, Sant Genís de Fontanes, 2004.
- Langues d'oïl et idiomes apparentés, Lacour, Nîmes, 2004.
- Contra les curses de braus als Països Catalans i al món, Cercle Alfons Mias, 2011.
- Le bon Beur et la fripouille corse, Cercle Alfons Mias, 2011.
- Le cas Joffre : une mystification tricolore, Presses Littéraires de Saint-Estève, 2014.

### Compilació i publicacions diverses
- Cinc catalanades anònimes (finals del segle XIX), a càrrec de Joan-Pere Pujol i Enric Prat, Revista de Girona, setembre del 2002, o Annals de l'Institut d'Estudis Gironins. Vol XLIII, 2002, 74 pàgines.
- Le petit florilège chauvin, Cercle Alfons Mias, Sant Genís de Fontanes. Reedició Lacour, Nîmes, 2004.
- Le nombre de la Bête suivant l'Apocalypse : 666, Lacour, Nîmes.

### Traduccions
- Santiago Montero Diaz, Les séparatismes, Cercle Alfons Mias, Sant Genís de Fontanes, 2002.
- Joan Lluís Prat, La ideologia catalana, Salvaterra, Perpinyà, 1997.
- Diversos autors, L'ERC, un combat pour les Pays Catalans, Cercle Alfons Mias, Sant Genís de Fontanes, 2001.
- Unió dels Catalans Independentistes, La Catalogne, une revendication nationale, Cercle Alfons Mias, Sant Genís de Fontanes, 2002.